# Joodse gemeenschap in Grevenbicht
De Joodse gemeenschap van Grevenbicht in de Nederlandse provincie Limburg heeft officieel bestaan van begin 19e eeuw tot 1905.
In 1803 werd de Joodse begraafplaats in gebruik genomen. De joden gingen aanvankelijk te Sittard naar de synagoge. In 1818 werd aan de huidige Weidestraat een eigen synagoge gebouwd, die als bijkerk onder de ringsynagoge Sittard fungeerde. In 1870 en 1886 werd de synagoge gerestaureerd.
Het aantal joden, 19 in 1819, daalde echter geleidelijk en in 1905 werd de synagoge opgeheven. In 1930 waren er nog 5 joden in Grevenbicht. Tijdens de Tweede Wereldoorlog werden de laatsten, leden van de families Crooneberg en Steinberg, door de nazi's vermoord. Sindsdien wonen er geen joden meer in Grevenbicht.
Het Joods monument, eveneens aan de Weidestraat, herinnert hieraan. Dit monument werd in 1995 opgericht en toont de tekst: God kent hun namen. Een plaquette vermeldt de tekst: Vernietigd in de holocaust maar blijvend in herinnering families Crooneberg en Steinberg 1942-1943.